# ハジ・アブドゥル・カディール

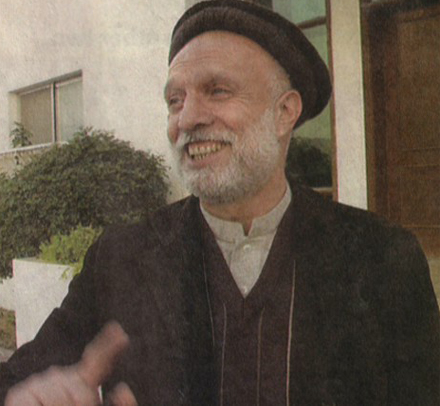
ハジ・アブドゥル・カディール（2002年、ドバイにて）

ハジ・アブドゥル・カディール（パシュトー語: حاجي عبدالقدير、Haji Abdul Qadir、1951年 - 2002年7月6日）は、アフガニスタンの政治家。パシュトゥーン人。ジャラーラーバード出身。パシュトゥーンの有力なアルサラー一族で、曾祖父は、シール・アリー・ハーンの下で外相をつとめた人物である。弟にアブドゥル・ハクがいる。

## 経歴
対ソ連戦では、ユーヌス・ハーリス派に属し、ナンガルハール方面の司令官であった。
1992年ムジャーヒディーン政権が成立し、アフガニスタン東部のナンガルハール州知事に任命される。
1990年代中盤、スーダンからやって来たウサーマ・ビン・ラーディンのアフガニスタン到着を歓迎するなど、アラブ人過激派に寛容な姿勢をとっていた。
1996年、ターリバーンとの交渉失敗後ドイツへ逃れ、後にドバイへ移った。
ターリバーン政権崩壊後の2001年12月都市開発大臣に就任、さらに2002年6月副大統領兼公共事業大臣となるが、同年7月6日に暗殺された。